# Полиция (фильм, 1985)
«Полиция» (фр. Police) — французский романтический криминальный драматический фильм 1985 года режиссера Мориса Пиала с Жераром Депардье, Софи Марсо и Сандрин Боннэр в главных ролях. Автор сценария — Катрин Брейя.
Во Франции фильм получил 1 830 970 просмотров. 

## Сюжет
Фильм о полицейском Луи Венсане Манжене (Депардьё), который, занимаясь делом о торговцах наркотиками из Туниса, знакомится со странной и непредсказуемой девушкой Норией (Марсо), которая связана с торговцами. Сначала полицейский открывает против неё дело за соучастие, но через несколько месяцев её выпускают из тюрьмы, они случайно встречаются, и полицейский влюбляется в неё. Проблема в том, что она обманывает всех, и герой Депардьё не является исключением…

## В ролях
- Жерар Депардьё — Луи Венсан Манжен
- Софи Марсо — Нория
- Ришар Анконина — Ламбер
- Паскаль Рокар — Мари Ведре
- Сандрин Боннер — Лидия
- Франк Карои — Рене
- Джонатан Лейна — Симон
- Жак Мато — Готье
- Бернар Фюзелье — Не Кассе
- Бентахар Меаачо — Клод
- Янн Деде — Деде
- Артюс де Пенгерн — инспектор
- Морис Пиала

## Съёмочная группа
- Режиссёр — Морис Пиала
- Сценарий — Катрин Брейя, Сильви Дантон, Жак Фьески, Морис Пьяла.
- Музыка: Третья симфония Хенрика Гурецкого
- Оператор — Лучано Товоли
- Монтаж — Ян Деде

## Награды
В 1986 году фильм был номинирован на премию «Сезар» за лучший монтаж, а также Депардье был номинирован на премию за лучшую мужскую роль. Депардье также получил приз за лучшую мужскую роль на Венецианском кинофестивале в 1985 году за исполнение роли противоречивого Манжена. 